# Rømødæmningen

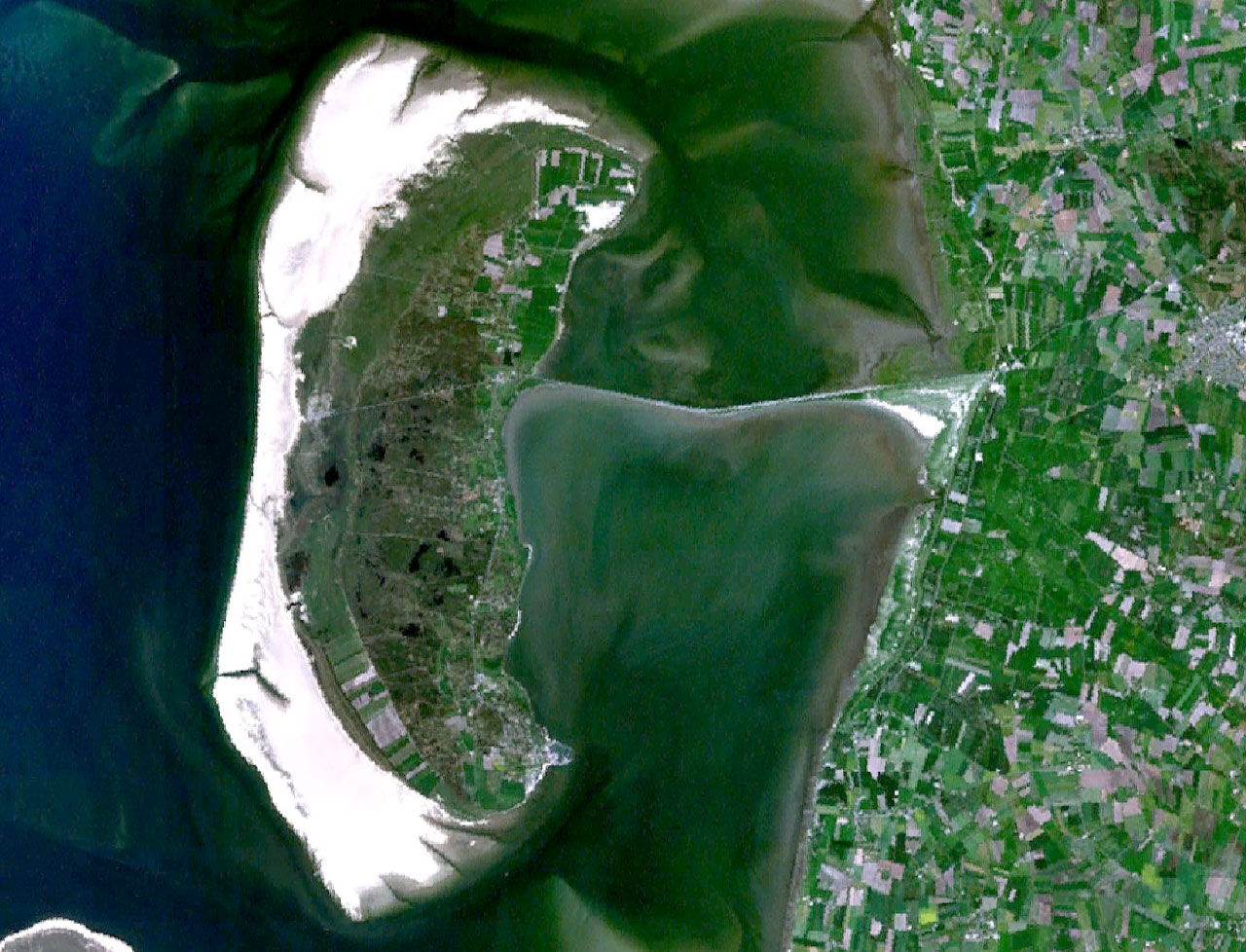
Lage des Dammes zwischen Rømø (Röm) und dem jütländischen Festland

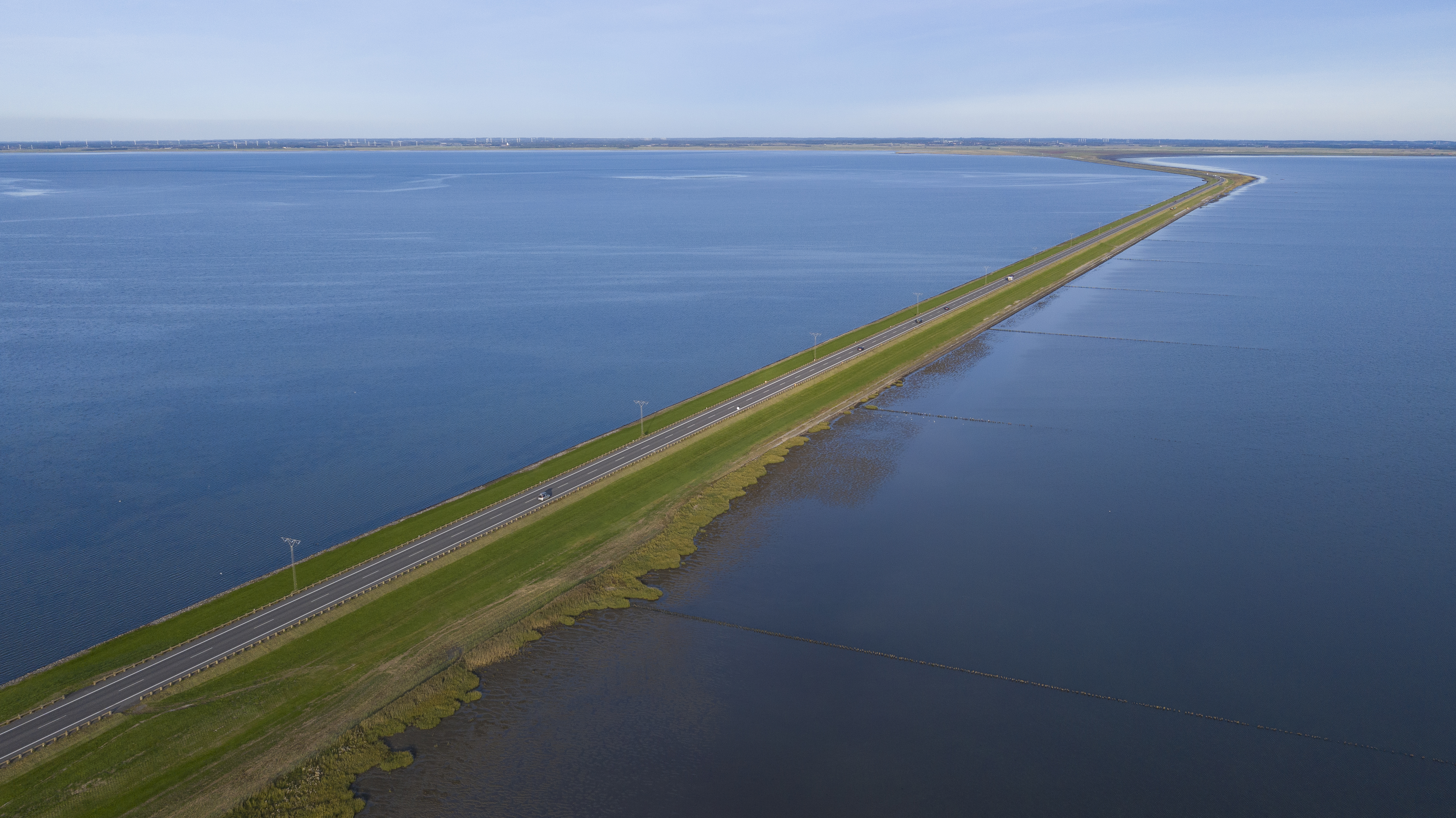
Rømødæmningen, Richtung Festland

Rømødæmningen (deutsch Römdamm [ˈrœmdam]) ist ein knapp 9,2 Kilometer langer künstlicher Straßendamm im Nationalpark des dänischen Wattenmeeres, der die dänische Insel Rømø (dt. Röm [ˈrœm]) mit dem Festland bei der Kleinstadt Skærbæk in der Tønder Kommune verbindet. Im Jahresdurchschnitt passieren täglich rund 2900 Autos den Damm (Stand 2011).

## Abmessungen
Der von 1939 bis 1948 gebaute Damm ist 9170 Meter lang. Die Breite beträgt am Dammfuß 60 m und an der Dammkrone 13 m. Der Höhe von 5,3 Metern bei der Insel Rømø steht eine Höhe von 6,3 Metern beim jütischen Festland gegenüber. Die Böschung neigt sich zwischen 7° und 14°, was einem Verhältnis von 1:8 bis 1:6 entspricht. Für die Bauarbeiten wurden etwa zwei Mio. Kubikmeter Erdboden verwendet. An den Böschungen befindet sich über dem Erdboden eine 50 Zentimeter dicke Lehmschicht und darüber die Grassode. Es gibt drei Haltebuchten entlang des mautfreien Dammes: zwei auf der nördlichen Seite in Fahrtrichtung Rømø und eine auf der südlichen Seite in Fahrtrichtung Jütland. Auf beiden Seiten ist auf der Fahrbahn eine Fahrradspur abgetrennt.

## Geschichte
Vor dem Bau des Dammes bestand lediglich eine Fährverbindung zwischen Ballum Sluse (deutsch „Ballum Schleuse“) auf dem Festland und Kongsmark an der Ostküste der Insel. Die Idee einer festen Verbindung zwischen Rømø und Jütland gab es bereits 1860, sie wurde aber wegen des Deutsch-Dänischen Krieges von 1864 aufgegeben. Ein Gesetz zur Anlage des Dammes wurde 1939 verabschiedet, woraufhin noch im selben Jahr die Bauarbeiten begannen. Die Arbeiten, an denen allein in den Jahren 1940 bis 1941 etwa 400 Menschen beteiligt waren, wurden für vier Jahre angesetzt, verzögerten sich aber wegen des Zweiten Weltkrieges, so dass das Bauunternehmen Monberg & Thorsen den Damm erst im Dezember 1948 fertigstellen konnte. Am 18. Dezember 1948 wurde der Damm schließlich eingeweiht und seit 1949 hält die dänische Küstenschutzbehörde Kystdirektoratet den Damm instand. Ursprünglich war die Dammkrone acht Meter breit, wurde aber 1963 auf zwölf Meter verbreitert, um dem zunehmenden Verkehr gerecht zu werden.
Bei Sturmfluten kann das Wasser auf über fünf Meter steigen und zu Schäden am Damm führen. So geschah das etwa bei den drei Sturmfluten in den Jahren 1976, 1981 und 1999, bei denen der Straßendamm überflutet wurde. Teile der Straße wurden seinerzeit zerstört und Erdboden von den Böschungen weggespült. Infolge der Schäden nach der Sturmflut von 1999, die auf 27 Millionen Kronen veranschlagt wurden, gab es Bestrebungen, eine Gebühr für die Nutzung des Dammes zu erheben.

## Die geographische Lage und deren Folgen
Während der Planung des Dammes wurde beschlossen, der Wasserscheide zwischen den Gezeitenströmen des Juvredyb (deutsch: „Juvrer Tief“) sowie des Lister Tief (dänisch: Lister Dyb) im Tidebecken der Sylt-Rømø-Wattenmeerbucht zu folgen. Davon ausgenommen war ein Teilstück des Dammes in der Nähe der Insel, auf dem der Damm etwas weiter südlich verläuft. Dabei wurde ein Meeresgebiet von etwa fünf Quadratkilometern abgeschnitten, in dem das Tidewasser seither nach Norden ablaufen muss, was mehrmals zu einem Deichbruch bei Juvre auf Rømø führte. Auf beiden Seiten des Dammes sind zum Schutz des Ufers und zur Gewinnung von Neuland Lahnungen angelegt, die allerdings seit 1992 nicht mehr instand gehalten werden.
Dank der Fährverbindung zwischen Havneby und List stellt der Damm eine Alternative für die Anreise mit dem PKW nach Sylt dar, die den Hindenburgdamm umgeht.